# 短肢拟树蜥
短肢拟树蜥（学名：Pseudocalotes brevipes）为鬣蜥科拟树蜥属的爬行动物。分布于越南以及中国大陆的广西等地。该物种的模式产地在越南。
本种原属树蜥属（Calotes）称短肢树蜥。树蜥属分类调整，拆分出拟树蜥属等属，本种被划入拟树蜥属，中文名随属名作相应改变。

## 保护
本种于2023年被收录入《有重要生态、科学、社会价值的陆生野生动物名录》。